# Acto jurídico
El acto jurídico es la declaración o manifestación de voluntad, sancionada por el Derecho, destinada a producir efectos jurídicos queridos por su autor o por las partes, que pueden consistir en crear, modificar, transferir, transmitir o extinguir derechos y obligaciones.
La doctrina alemana distingue el acto del negocio jurídico, siendo este último una especie de acto jurídico, caracterizado por tener una declaración de voluntad, a diferencia del acto jurídico como concepto más amplio que abarca los hechos voluntarios (tanto lícitos como ilícitos).
Pese a lo anterior, en algunos contenidos doctrinarios ambas nociones se igualan o se tratan como la misma cosa, siendo más distinguible la noción de acto voluntario de la de acto jurídico. Orientándose la primera a un acto humano que no se fija directamente por propósito la producción de efectos jurídicos -aunque los tenga-, y la segunda a aquel que directa y reflexivamente está orientado a producirlos.
Acto jurídico deriva del latín actus, -us, de verbal de ago -ere; así en el mismo sentido se nos señala que acto jurídico es " todo comportamiento humano valorado por el derecho".
Para que se dé el acto jurídico no basta con que haya un sujeto y un objeto con bastante capacidad, se necesita algo que los ponga en relación, estableciendo un lazo o un vínculo que los una, haciendo pasar la relación jurídica del estado de posibilidad al estado de existencia. Este tercer elemento es un hecho, que por ser productor de efectos jurídicos se denomina hecho jurídico, cuando tal hecho procede de la voluntad humana recibe el nombre de acto jurídico.
Usualmente la doctrina indica que son actos jurídicos solamente los típicos o formales previstos y descritos explícitamente por la ley.

## Elementos del acto jurídico
Los elementos del negocio jurídico se clasifican en esenciales, naturales y accidentales. Los sujetos, o partes, que pueden ser uno o varios, son aquellas personas físicas o jurídicas que realizan el acto y se verán afectados por el mismo, ya que en su virtud, adquirirán, modificarán, transferirán o extinguirán derechos. Los que no forman parte del acto jurídico se denominan terceros.

### Elementos esenciales
Los esenciales son aquellos sin los cuales el negocio jurídico no puede darse aún. Son los componentes imprescindibles de todo acto jurídico, sin que la autonomía de la voluntad pueda soslayarlos, además estos elementos son los que permiten que un acto jurídico se concretice y pueda alcanzar su denominación distinguiéndose de otros actos jurídicos. La doctrina y la ley en casi todos los países de sistema de derecho continua uniforme en señalar que estos requisitos son la manifestación de la voluntad, la capacidad, el objeto, la causa y la forma o solemnidad. Sin embargo debe distinguirse entre los elementos esenciales de carácter general (los ya expuestos) y los de carácter especial que son los que requieren cada acto jurídico en particular, pero que deben concurrir con los elementos de carácter general, en una compra-venta por ejemplo los elementos esenciales especiales serían el bien que se vende y el precio que debe ser pactado.

#### Requisitos de existencia
Los requisitos de existencia son aquellos sin los cuales el acto no genera efecto alguno y su omisión acarrea la inexistencia o nulidad absoluta del acto. Son requisitos de existencia:
- voluntad
- objeto
- causa

```
solemnidad
```

#### Requisitos de validez
Los requisitos de validez son aquellos que no obstan a la generación del acto jurídico, pero su omisión no le brinda una existencia sana al acto, por lo que puede acarrear la nulidad relativa del acto.
- Voluntad exenta de vicios.
- Objeto Lícito
- Finalidad lícita
- Capacidad de ejercicio.
- Formalidad

Algunos autores sostienen que las solemnidades que la ley impone a ciertos actos también son requisitos de validez, como también lo sería la ausencia de lesión.

### Elementos naturales
Los elementos naturales son lo que normalmente llevan consigo cada negocio jurídico, a no ser que sus autores los eliminen. Son los que están insertos en la naturaleza de un acto jurídico concreto y determinado, de tal manera que el derecho se los atribuye aun cuando las partes no los hayan incluido. Su presencia en el contenido de un acto jurídico determinado con prescindencia de la voluntad de las partes es lo que los hace elementos naturales. Messineo Francesco señala que se les suele considerar así, pues no son verdaderos y propios elementos sino más bien efectos implícitos de determinados negocios. No obstante que la ley reconoce la presencia de estos elementos, la autonomía de la voluntad puede separarlos del acto jurídico sin que su separación afecte la validez del acto jurídico. En un préstamo de dinero, por ejemplo, los intereses.

### Elementos accidentales o modalidades
Los elementos accidentales son los que solo existen cuando las partes los determinan y agregan expresamente al negocio. Son incorporados al acto jurídico por voluntad de las partes en ejercicio de su autonomía sin que esto afecte la validez del acto jurídico, pero siempre que no se desvirtúe la esencia del acto y no exista prohibición de la ley. Los elementos accidentales se diferencian de los naturales porque son ajenos al acto jurídico, así estos serán modalidades alternativas de realizar el acto jurídico. Algunos de los elementos accidentales (o modalidades) del negocio jurídico son:
- Condición es el acontecimiento futuro e incierto del que depende el nacimiento o extinción de un derecho o de una obligación.

Se clasifica en:
- - Resolutoria: es  aquella condición que, una vez cumplida pone fin a un derecho o a una obligación( "te daré mil dólares mensuales "hasta" que te cases" en este caso, el derecho del deudor se extinguirá cuando el acreedor contraiga matrimonio).
  - Suspensiva- aquella condición que superdita el nacimiento de la obligación al cumplimiento de un hecho futuro. ("te regalo mi carro "cuando" te cases". Hasta que no se verifique la condición (matrimonio), la persona a la que se le regalaría el carro no tiene derecho a exigir su entrega).

Con la finalidad de proteger a que la condición no sufra interferencias se ejercen "actos conservatorios" (llamados en algún sector de la doctrina efectos prolegómenos o prodrómicos).
- Plazo es el tiempo que se fija para el cumplimiento de una obligación, también se la define como un hecho futuro y cierto del que depende la exigibilidad o extinción de una obligación y del derecho que le es correlativo.
- Modo o cargo es una obligación accesoria impuesta al adquirente de un derecho con la finalidad de fijar como debe conducirse para su ejecución - por ejemplo, un millonario puede donar una herencia para una fundación con el fin de que esta destine el dinero a la construcción de una escuela.

## Clasificación del acto jurídico
El negocio jurídico es una manifestación de voluntad que tiene por objeto la producción de ciertos y determinados efectos jurídicos. Es un acto integrado por una o varias declaraciones de voluntad privada, dirigidas a la producción de un determinado efecto jurídico y en el que el derecho objetivo reconoce como base, cumplidos los requisitos y dentro de los límites que el ordenamiento establece.

### Actos positivos y negativos
En los primeros, el nacimiento, modificación, extinción, etc. de un derecho, depende de la realización del acto; tal es, por ejemplo, la firma de un pagaré, la entrega de una suma de dinero, la realización de un trabajo o de una obra de arte. En los segundos, en cambio, la conducta jurídica consiste en una omisión o abstención; tal es el caso de las obligaciones de no hacer. El propietario de una casa alquilada a un tercero debe abstenerse de perturbarlo en el goce de ella; en este hecho negativo, en esta abstención, consiste el cumplimiento de su obligación.

### Actos unilaterales y bilaterales
Los actos jurídicos son unilaterales cuando para su perfección, requieren de la voluntad de una sola parte, que puede ser una sola persona, en el caso del testamento; o la voluntad de varias personas pero que son una sola parte, pues su voluntad es expresada con el mismo sentido, como por ejemplo en el caso de las comunidades que son representadas por un administrador. Dentro de los actos unilaterales se pueden clasificar entre actos recepticios y no recepticios. Son bilaterales cuando requieren el consentimiento de dos o más voluntades (consentimiento), como los contratos.
Esta clasificación no debe confundirse con la de contratos que son unilaterales y bilaterales. Los contratos son siempre actos jurídicos bilaterales, desde que no existen sin el concurso de voluntades; pero en orden a sus efectos, se llama unilaterales a los que crean obligaciones a cargo de una sola de las partes, tales como el depósito, la donación y bilaterales a aquellos que las crean para ambas, como la compraventa y el contrato de trabajo.

### Actos entre vivos y actos mortis causa
Los actos jurídicos cuya eficacia no depende del fallecimiento de aquellos de cuya voluntad emanan, se llaman actos entre vivos, como son los contratos. Cuando no deben producir efectos sino después del fallecimiento de aquellos de cuya voluntad emanan, se denominan actos mortis causa o actos de última voluntad, como son los testamentos.

### Actos gratuitos y onerosos
Actos a título gratuito o simplemente gratuitos son aquellos en que la obligación está a cargo de una sola de las partes y responden a un propósito de liberalidad; tales los testamentos, la donación, la renuncia sin cargo a un derecho. En cambio, en los actos onerosos las obligaciones son recíprocas y cada contratante las contrae en vista de que la otra parte se obliga a su vez; así ocurre en la compraventa, la permuta, etc.

### Actos formales y no formales
Actos formales o solemnes son aquellos cuya eficacia depende de la observancia de las formalidades ordenadas por la ley. Son no formales o no solemnes aquellos cuya validez no depende del cumplimiento de solemnidad alguna.
Los actos jurídicos, en general, pueden ser formales o no formales. Son formales aquellos actos jurídicos para cuya existencia o validez es necesaria la manifestación de ciertos caracteres externos, en vista a producir plenos efectos jurídicos. Ejemplo de esto son los contratos solemnes, que requieren de una solemnidad propiamente tal, o los contratos reales, que requieren de la entrega de todas.
Las formalidades, tal como las reconoce la doctrina, pueden ser:
- Formalidades ad solemnitatem: Se refiere a aquellas formalidades que constituyen requisito de existencia o validez del acto en cuestión, y ante cuya omisión el acto es nulo, inexistente, o no produce efecto jurídico alguno. Por ejemplo, en la mayoría de los países, la compraventa de bienes raíces debe celebrarse en escritura pública, sin la cual se entiende que la venta es nula. Dichas solemnidades se establecen en consideración a la naturaleza del acto, dada la importancia que el determinado negocio jurídico tiene para el ordenamiento jurídico nacional.

- Formalidades habilitantes: Son aquellas formalidades establecidas en consideración de las personas incapaces o ausentes, en vistas de proteger su patrimonio con ciertas cortapisas legales que impiden a sus representantes disponer libremente de su patrimonio. Tal es el caso, por ejemplo, de las restricciones de los guardadores de la venta de bienes raíces de sus pupilos, la que, en la mayoría de los países, debe hacerse en pública subasta previa autorización de juez competente. Su omisión implica la nulidad del acto en cuestión.

- Formalidades ad probationem: Aquellos requisitos externos al acto jurìdico que se exigen en consideración a la acreditación formal de un acto ante la sociedad o las autoridades. Por regla general, se traduce en la escrituración del determinado acto, como es en el caso de los contrato de trabajo, donde es de interés del legislador que dichos actos se mantengan escriturados o registrados, en protección de los trabajadores. Su omisión jamás acarrea la nulidad, sino que formas distintas de ineficacia de los actos jurídicos, tales como la inadmisibilidad de la prueba testimonial.

- Formalidades de publicidad: Aquellas formalidades destinadas a dar publicidad al determinado acto jurídico, y que por regla general se traducen en la inscripción del negocio en un registro público, de modo que todas las personas tengan acceso al conocimiento de su contenido y efectos. Su violación acarrea, como norma general, la inoponibilidad del acto frente a tercero.

### Actos patrimoniales y extrapatrimoniales
Los primeros son los que tienen un contenido económico, y los segundos se refieren a derechos y obligaciones que no son susceptibles de apreciación en pecuniaria.
Son aquellos que versan o son relativos a patrimonios o bienes, es decir, son cuantificables en dinero o de naturaleza pecuniaria. Esta clasificación se asemeja un tanto a aquellos actos jurídicos simples, por cuanto engloba a los que generan consecuencias dentro del patrimonio de los celebrantes y, que por cierto son la generalidad de contratos civiles.

### Actos de administración y de disposición o enajenación
En el acto de administración sólo se transfiere la tenencia, el uso; por ejemplo, el arrendamiento, comodato, este acto no saca de la esfera de actuación del sujeto al bien en cuestión, objeto del acto por el contrario. En los de disposición se transmite el dominio, la propiedad de la cosa por ejemplo: la enajenación y el gravamen.

### Actos abstractos de causa y causados
El acto abstracto no obstante de constituir una declaración de voluntad que revela el ánimo de generar efectos jurídicos que, interesen al agente, no llevan la causa incorporada en si, ejemplo: el giro de una letra que conteniendo una obligación de pago, es independiente de su causa. El acto causado tiene causa evidente y notoria. Ejemplo: el arrendamiento.

## Ineficacia del acto jurídico
La ineficacia del acto jurídico es la privación de los efectos del acto jurídico, sea como resultado de no cumplir los requisitos legales, como resultado de una sanción o como vía consecuencial. Son causales de ineficacia:
- La caducidad.
- La inexistencia.
- La inoponibilidad.
- La nulidad.
- La resciliación.
- La rescisión.
- La rescisión por lesión.
- La resolución contractual.
- La revocación.
- La simulación.